# Золотий глобус (82-га церемонія вручення)
82-га церемонія вручення премії «Золотий глобус» — щорічна церемонія вручення нагород за досягнення в кіно та американському телевиробництві 2024 року. Переможці були оголошені під час прямого ефіру на телеканалі CBS 5 січня 2025 року, який вела комедійна акторка Ніккі Ґлейзер, що зробило її першою сольною ведучою в історії «Золотого глобуса».
Номінації були оголошені в прямому ефірі 9 грудня 2024 року на пресконференції в готелі Beverly Hilton акторами Морісом Честнатом і Мінді Калінг після вступного слова президента «Золотого глобуса» Гелен Хоенхе. Фільм «Емілія Перес» з десятьма номінаціями став найбільш номінованим комедійним або музичним фільмом в історії «Золотих глобусів», лише на одну номінацію не дотягнувши до загального рекорду в одинадцять номінацій, встановленого сатирою на кантрі-музику «Нешвілл» Роберта Альтмана у категорії драми в 1975 році. Друге місце посів фільм «Бруталіст» із сімома номінаціями, а третє — «Конклав» із шістьма. Тим часом серіал «Ведмідь» лідирував у телевізійних номінаціях з п’ятьма номінаціями, за ним йшли «Убивства в одній будівлі» та «Сьоґун» — по чотири.

## Інформація про церемонію
28 серпня 2024 року ведучою цьогорічної церемонії було оголошено комікесу Ніккі Ґлейзер, яка змінила широко розкритикованого минулорічного ведучого, коміка Джо Коя. Вона стала першою жінкою, яка сольно вела церемонію вручення «Золотого глобуса». Сама Ґлейзер була номінована на «Найкращий виступ у жанрі стендап-комедії на телебаченні» за комедійний спектакль на HBO «Ніккі Ґлейзер: Колись ти помреш», але програла Алі Вонг.
Церемонія відбулась 5 січня 2025 року і транслювалась в прямому ефірі на телеканалі CBS і паралельно на Paramount+. Гленн Вайс і Рікі Кіршнер з White Cherry Entertainment виступити виконавчими продюсерами церемонії разом з Dick Clark Productions.
3 грудня 2024 року було оголошено, що дві нагороди за життєві досягнення, які не були вручені минулого року, повернуться цього року; однак їх вручили під час нетелевізійної гала-вечері 3 січня 2025 року перед трансляцією, подібно до церемонії вручення премії губернаторів премії «Оскар». Лауреатом премії імені Сесіла Б. Де Мілля стала Віола Девіс, а премію імені Керол Бернетт отримав Тед Денсон.

## Номінанти та лавреати. Кіно

Едрієн Броуді, Найкраща чоловіча роль — драма

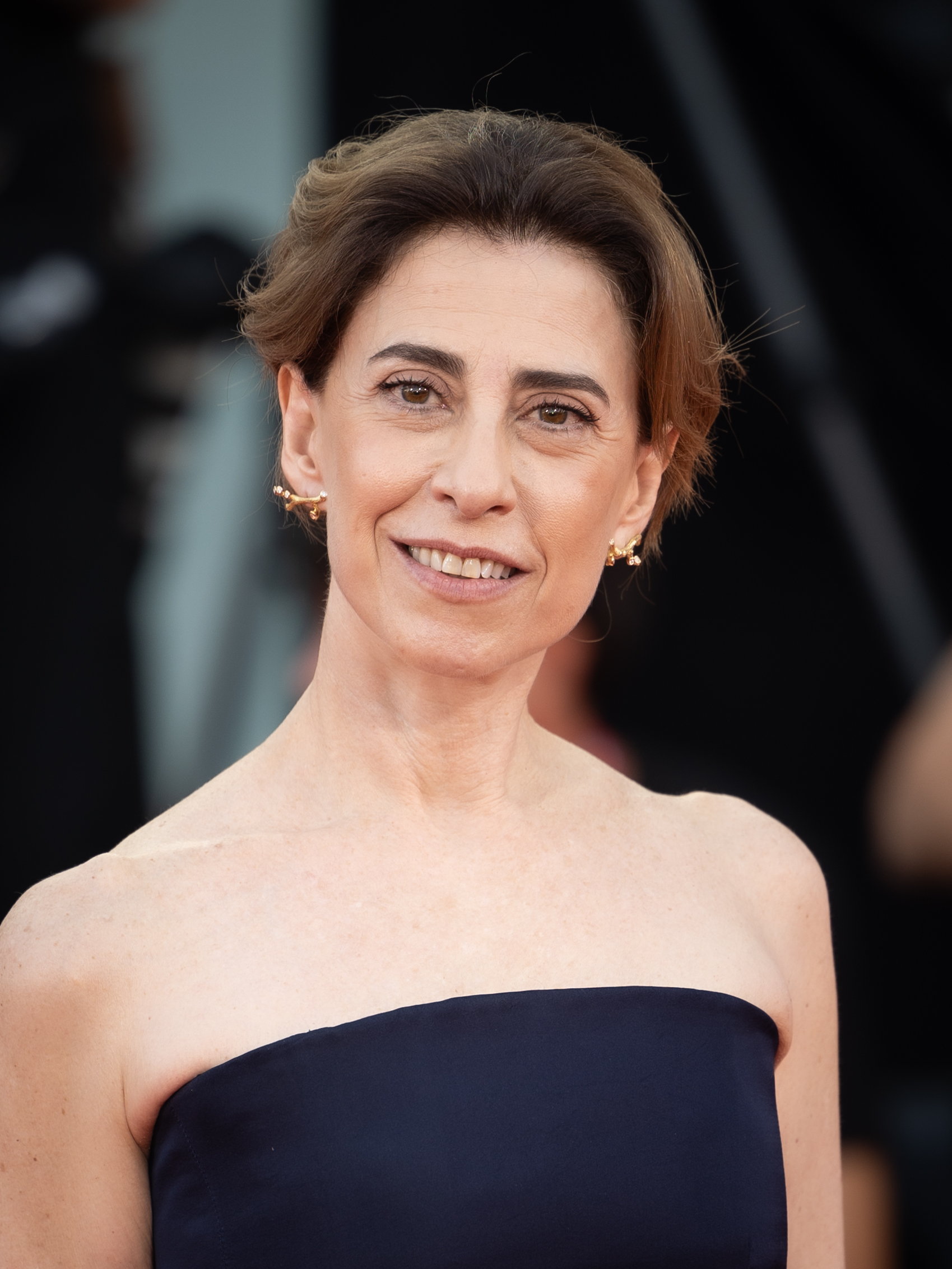
Фернанда Торрес, Найкраща жіноча роль — драма

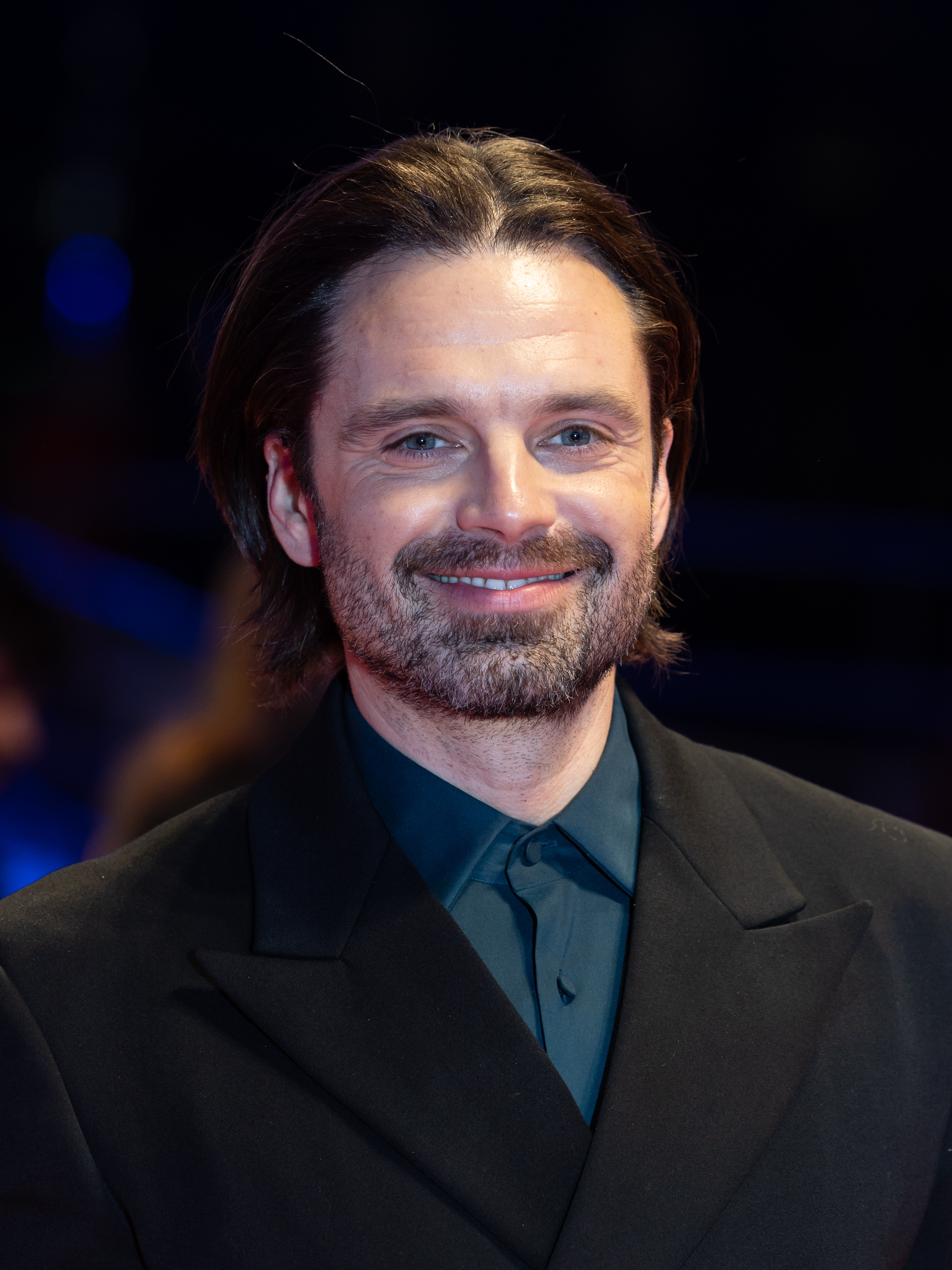
Себастіан Стен, Найкраща чоловіча роль — комедія або мюзикл

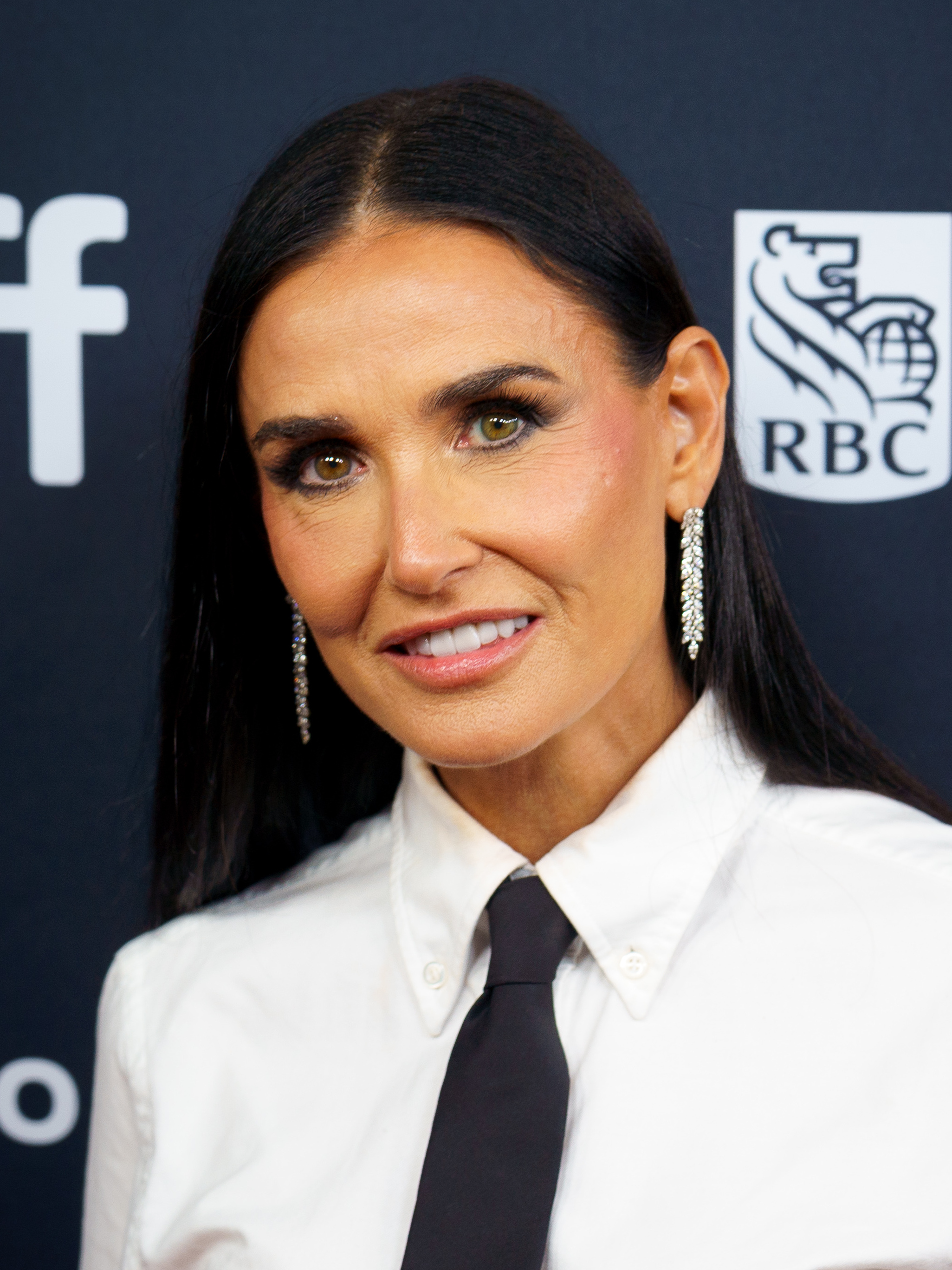
Демі Мур, Найкраща жіноча роль — комедія або мюзикл

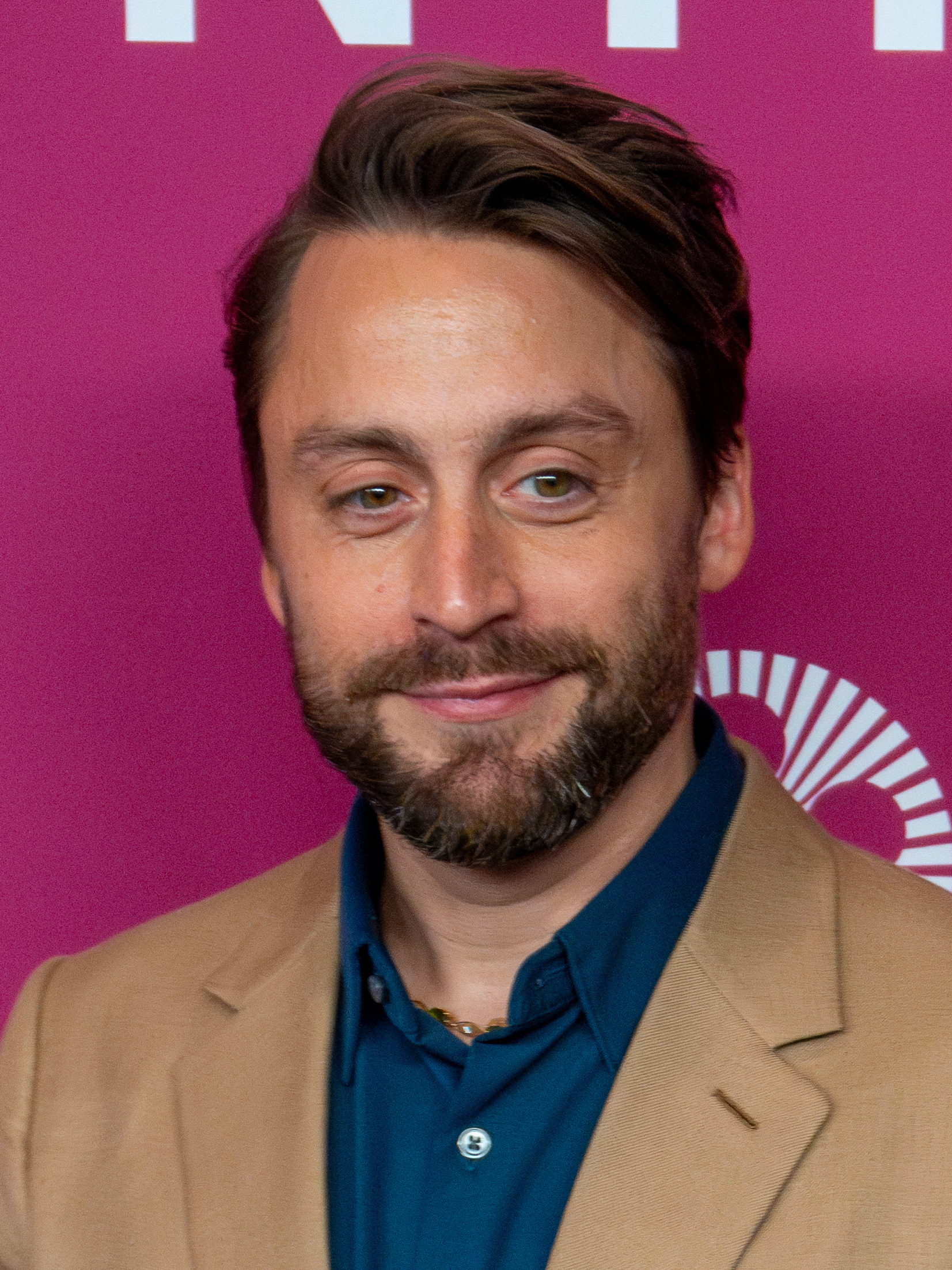
Кіран Калкін, Найкращий актор другого плану

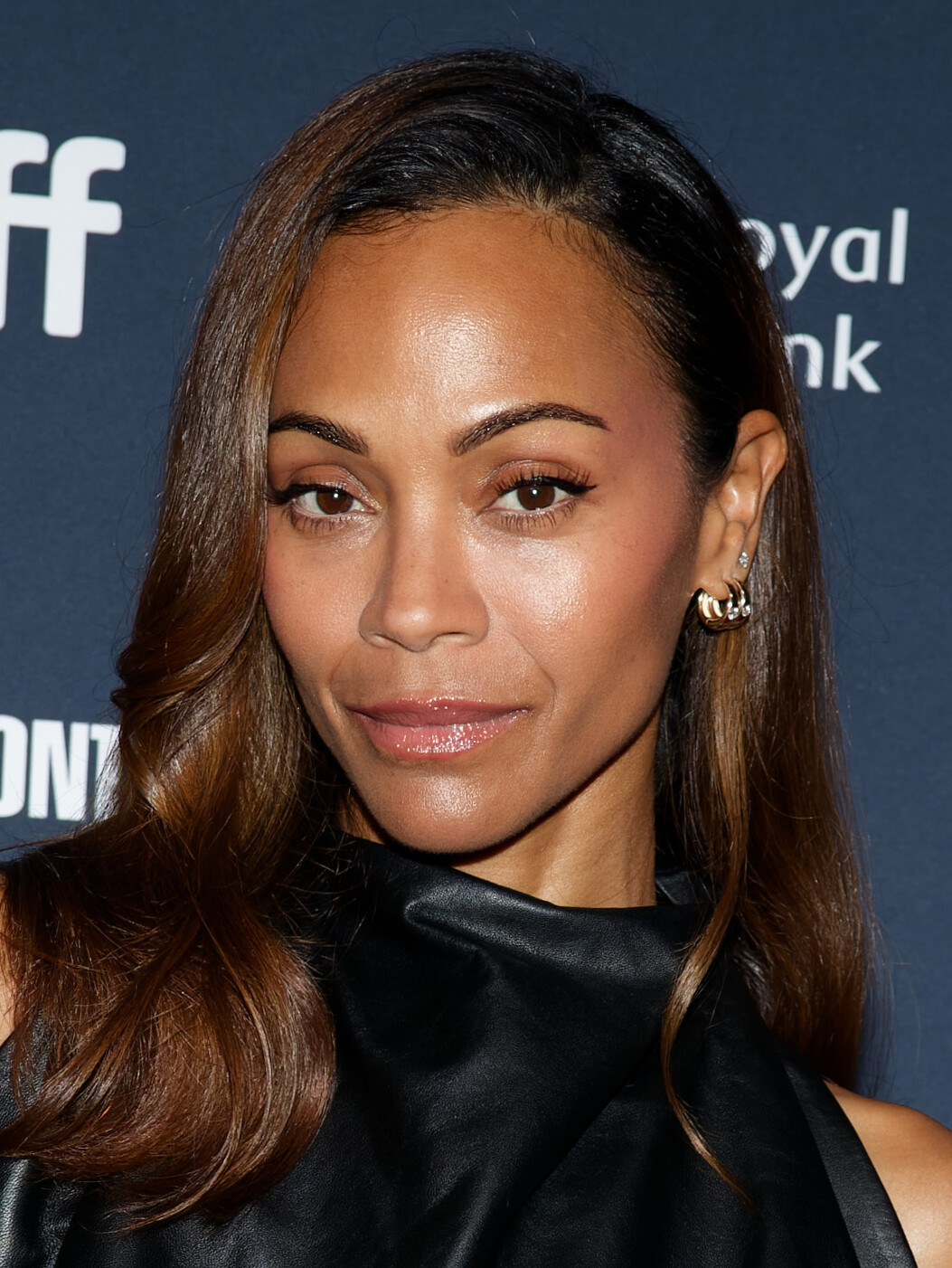
Зої Салдана, Найкраща акторка другого плану

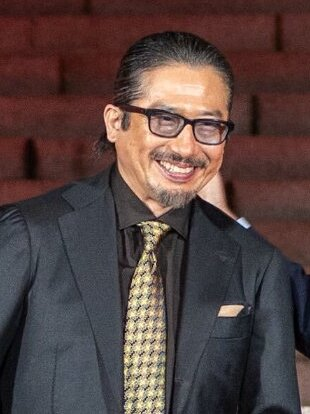
Санада Хіроюкі, Найкраща чоловіча роль у телесеріалі — драма

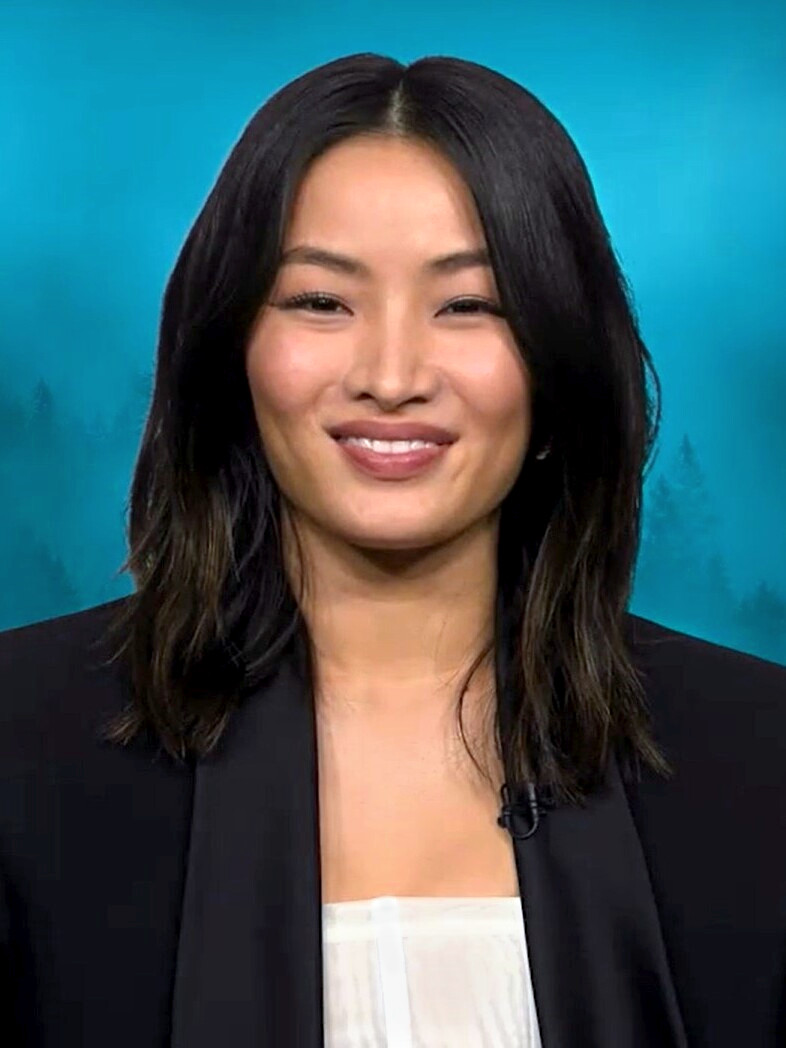
Анна Савай, Найкраща жіноча роль у телесеріалі — драма

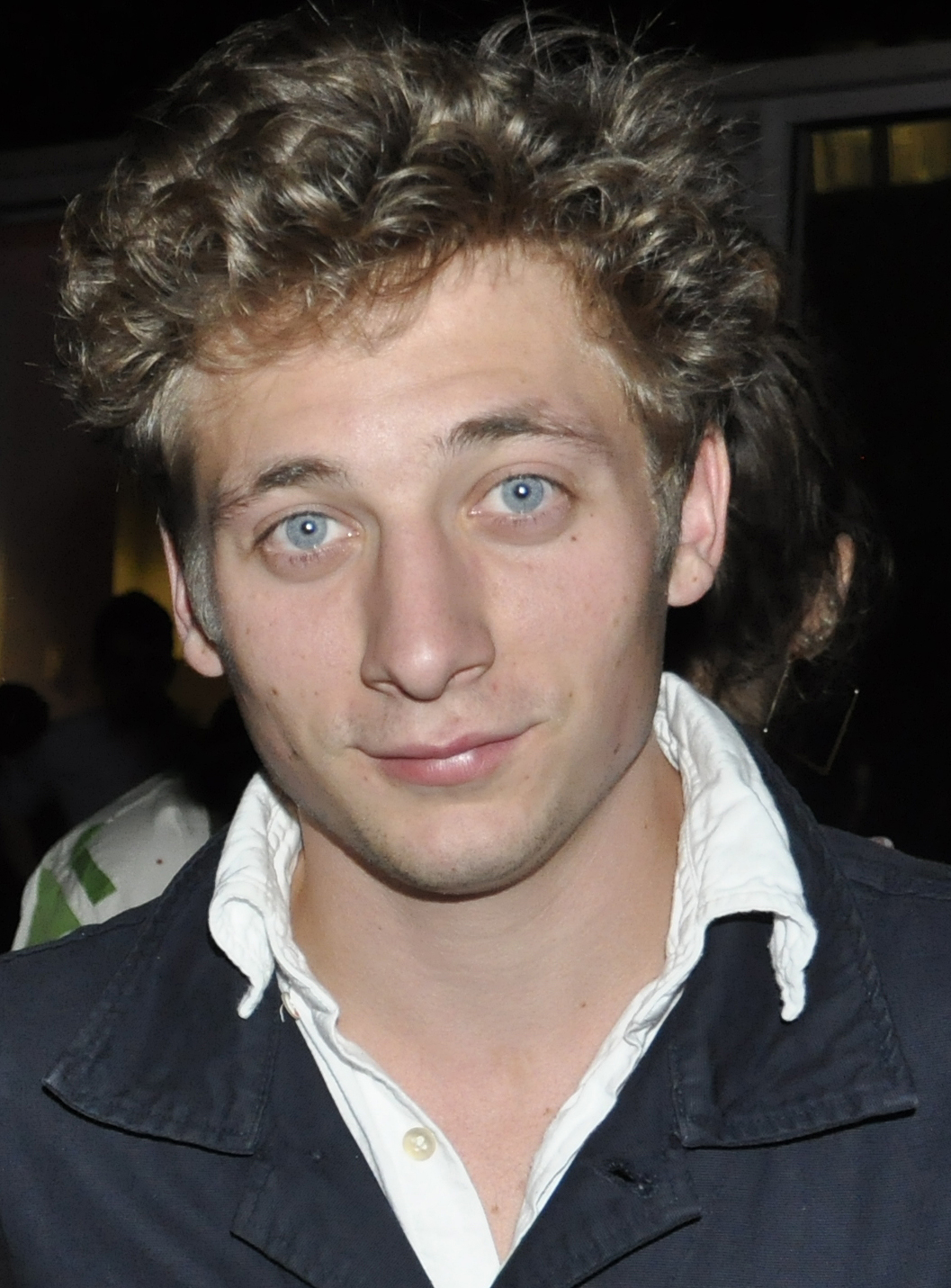
Джеремі Аллен Вайт, Найкраща чоловіча роль у телесеріалі — комедія або мюзикл

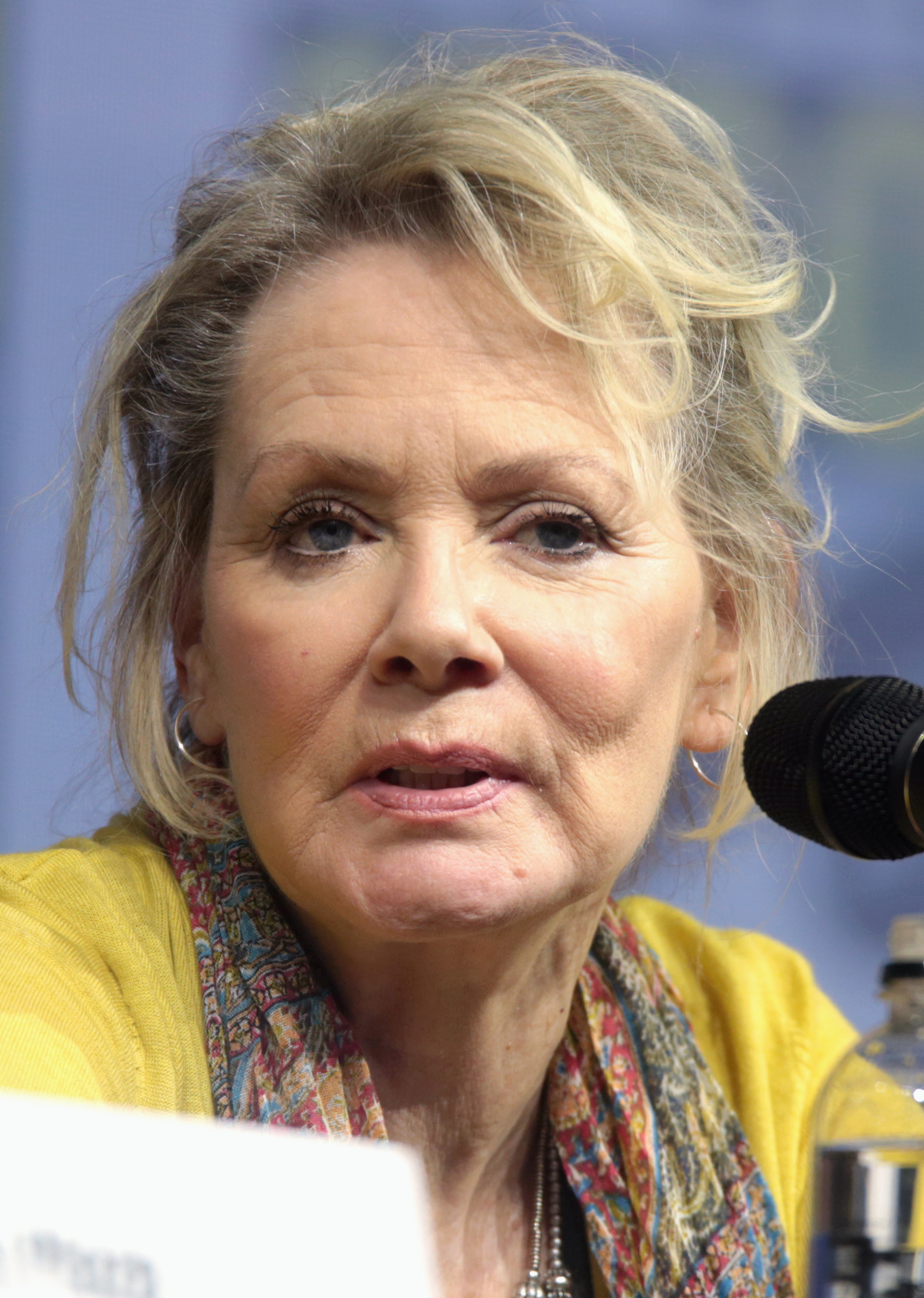
Джин Смарт, Найкраща жіноча роль у телесеріалі — комедія або мюзикл

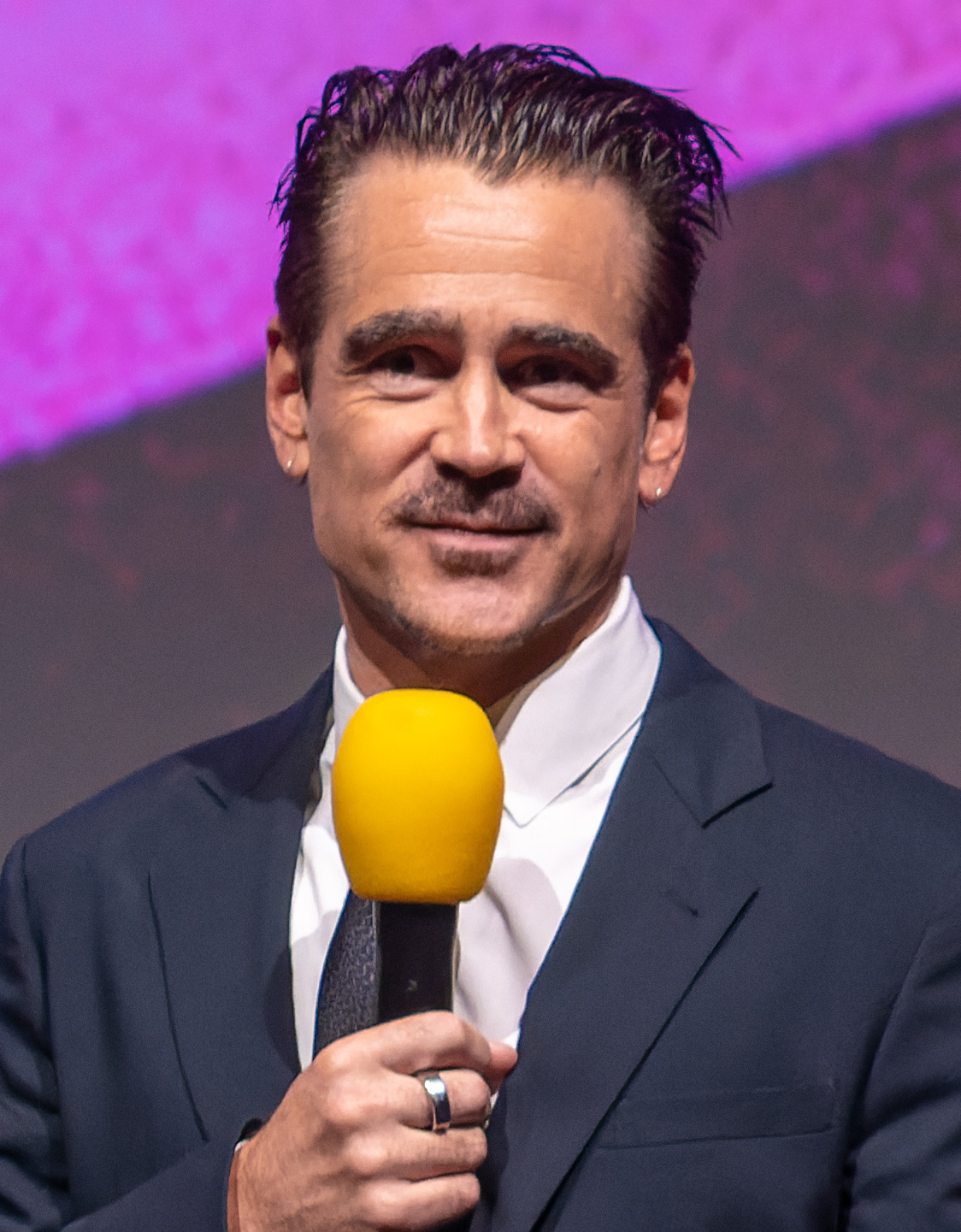
Колін Фаррелл, Найкраща чоловіча роль у мінісеріалі або телефільмі

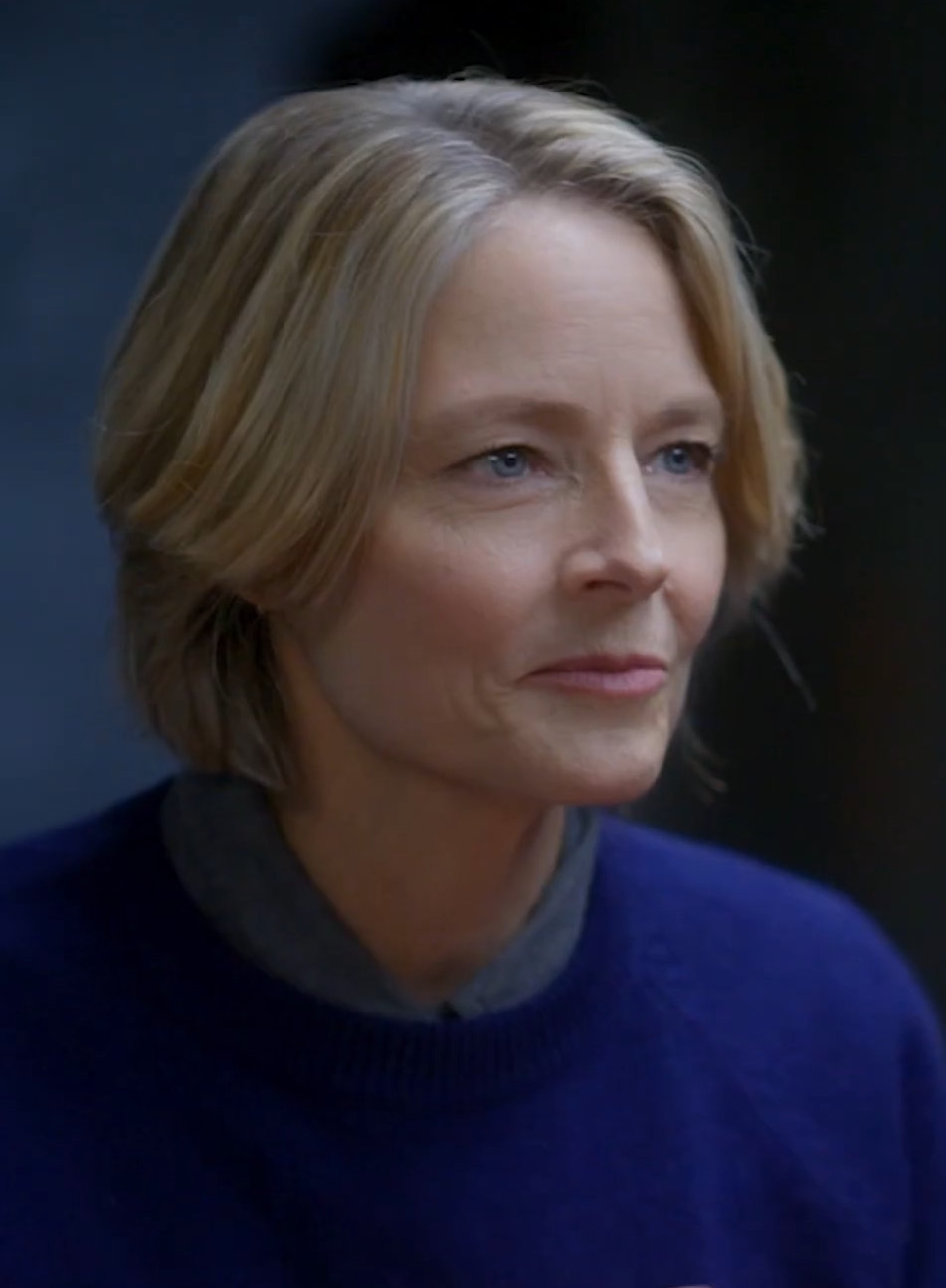
Джоді Фостер, Найкраща жіноча роль у мінісеріалі або телефільмі

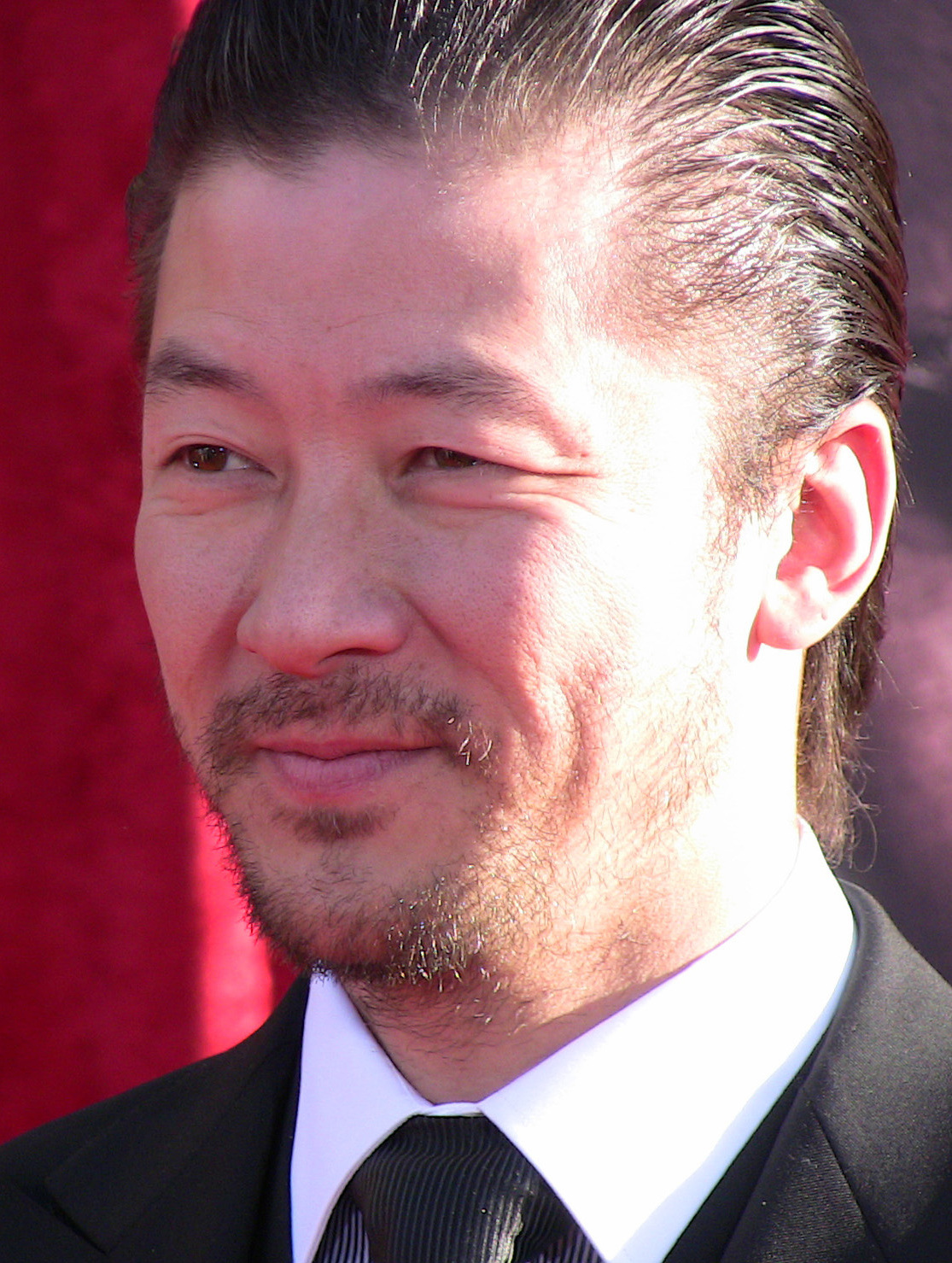
Асано Таданобу, Найкраща чоловіча роль другого плану у телесеріалі, мінісеріалі або телефільмі

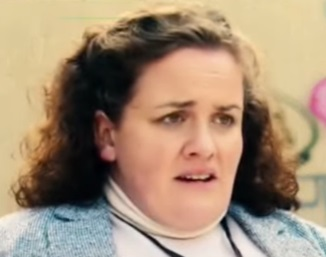
Джессіка Ганнінг, Найкраща жіноча роль другого плану у телесеріалі, мінісеріалі або телефільмі

### Фільми, які отримали декілька номінацій
Нижче наведено картини, які отримали декілька номінацій:
| Номінації | Фільми                            |
| --------- | --------------------------------- |
| 10        | Емілія Перес                      |
| 7         | Бруталіст                         |
| 6         | Конклав                           |
| 5         | Анора                             |
| 5         | Субстанція                        |
| 4         | Суперники                         |
| 4         | Справжній біль                    |
| 4         | Wicked: Чародійка                 |
| 4         | Дикий робот                       |
| 3         | Боб Ділан: Цілковитий незнайомець |
| 2         | Все, що ми уявляємо як світло     |
| 2         | Учень. Історія Трампа             |
| 2         | Дюна: Частина друга               |
| 2         | Гладіатор 2                       |
| 2         | Я все ще тут                      |
| 2         | Думками навиворіт 2               |
| 2         | Остання шоуґерл                   |

### Фільми, які отримали декілька перемог
Нижче наведено картини, які отримали декілька перемог:
| Перемог | Фільми       |
| ------- | ------------ |
| 4       | Емілія Перес |
| 3       | Бруталіст    |

### Кіно
| Найкращий фільм | Найкращий фільм |
| Драма | Комедія або мюзикл |
| --- | --- |
| - «Бруталіст» - «Боб Ділан: Цілковитий незнайомець» - «Конклав» - «Дюна: Частина друга» - «Хлопчаки з «Нікеля»» - «5 вересня» | - «Емілія Перес» - «Анора» - «Суперники» - «Справжній біль» - «Субстанція» - «Wicked: Чародійка» |
| Найкращий анімаційний фільм | Найкращий фільм іноземною мовою |
| - Потік. Останній кіт на Землі - «Думками навиворіт 2» - «Мемуари равлика» - «Ваяна 2» - «Воллес і Ґроміт: Перната відплата» - «Дикий робот» | - «Емілія Перес» ( Франція) - «Все, що ми уявляємо як світло» ( Індія) - «Дівчина з голкою» ( Данія) - «Я все ще тут» ( Бразилія) - «Насіння священного інжиру» ( Німеччина) - «Вермільйо» ( Італія) |
| Найкраща роль у фільмі — драма | |
| Чоловіча роль | Жіноча роль |
| - Едрієн Броуді — «Бруталіст» (за роль Ласло Тота) - Тімоті Шаламе — «Боб Ділан: Цілковитий незнайомець» (за роль Боба Ділана) - Денієл Крейґ — «Квір» (за роль Вільяма Лі) - Колман Домінго — «Сінг-Сінг» (за роль Джона «Дівайн Джі» Вітфілда) - Рейф Файнз — «Конклав» (за роль кардинала Томаса Лоуренса) - Себастіан Стен — «Учень. Історія Трампа» (за роль Дональда Трампа) | - Фернанда Торрес — «Я все ще тут» (за роль Юніс Паїви) - Памела Андерсон — «Остання шоуґерл» (за роль Шеллі) - Анджеліна Джолі — «Марія» (за роль Марії Каллас) - Ніколь Кідман — «Хороша погана дівчинка» (за роль Ромі Матіс) - Тільда Свінтон — «Сусідня кімната» (за роль Марти Гант) - Кейт Вінслет — «Лі» (за роль Лі Міллер)      |
| Найкраща роль у фільмі — комедія або мюзикл | |
| Чоловіча роль | Жіноча роль |
| - Себастіан Стен — «Інша людина» (за роль Едварда Лемюеля / Гая Мораца) - Джессі Айзенберг — «Справжній біль» (за роль Девіда Каплана) - Г'ю Ґрант — «Єретик» (за роль містера Ріда) - Гебріел Лабелль — «Суботній вечір» (за роль Лорна Майклса) - Джессі Племенс — «Види милосердя» (за роль Роберта, Деніела і Ендрю) - Ґлен Пауелл — «Найманий убивця» (за роль Ґері Джонсона) | - Демі Мур — «Субстанція» (за роль Елізабет Спаркл) - Емі Адамс — «Нічна сучка» (за роль матері) - Синтія Еріво — «Wicked: Чародійка» (за роль Ельфаби) - Карла Софія Гаскон — «Емілія Перес» (за роль Емілії Перес / Хуана Дель Монте) - Майкі Медісон — «Анора» (за роль Анори) - Зендея — «Суперники» (за роль Таші Дункан)            |
| Найкраща роль другого плану у фільмі | |
| Чоловіча роль другого плану | Жіноча роль другого плану |
| - Кіран Калкін — «Справжній біль» (за роль Бенджі Каплана) - Юрій Борисов — «Анора» (за роль Ігора) - Едвард Нортон — «Боб Ділан: Цілковитий незнайомець» (за роль Піта Сіґера) - Гай Пірс — «Бруталіст» (за роль Гаррісона Лі Ван Бюрена) - Джеремі Стронг — «Учень. Історія Трампа» (за роль Роя Кона) - Дензел Вашингтон — «Гладіатор 2» (за роль Маркініуса) | - Зої Салдана — «Емілія Перес» (за роль Ріти Моро Кастро) - Селена Гомес — «Емілія Перес» (за роль Джессі Дель Монте) - Аріана Гранде — «Wicked: Чародійка» (за роль Ґлінди) - Фелісіті Джонс — «Бруталіст» (за роль Ержебет Тот) - Марґарет Кволлі — «Субстанція» (за роль Сью) - Ізабелла Росселліні — «Конклав» (за роль сестри Агнес) |
| Інші категорії | |
| Найкраща режисерська робота | Найкращий сценарій |
| - Бреді Корбет — «Бруталіст» - Жак Одіар — «Емілія Перес» - Шон Бейкер — «Анора» - Едвард Бергер — «Конклав» - Коралі Фаржа — «Субстанція» - Паял Кападіа — «Все, що ми уявляємо як світло» | - Пітер Строган — «Конклав» - Жак Одіар — «Емілія Перес» - Шон Бейкер — «Анора» - Бреді Корбет і Мона Фаствольд — «Бруталіст» - Джессі Айзенберг — «Справжній біль» - Коралі Фаржа — «Субстанція» |
| Найкраща музика до фільму | Кінематографічні та касові досягнення |
| - Трент Резнор і Аттікус Росс — «Суперники» - Фолькер Бертельманн — «Конклав» - Даніель Блумберг — «Бруталіст» - Кріс Баверс — «Дикий робот» - Клеман Дюколь і Camille — «Емілія Перес» - Ганс Циммер — «Дюна: Частина друга» | - «Wicked: Чародійка» - «Чужий: Ромул» - «Бітлджюс Бітлджюс» - «Дедпул і Росомаха» - «Гладіатор 2» - «Думками навиворіт 2» - «Смерчі» - «Дикий робот» |
| Найкраща пісня до фільму | |
| - «El Mal» (Клеман Дюколь, Camille і Жак Одіар) — «Емілія Перес» - «Beautiful That Way» (Ендрю Ваятт, Майлі Сайрус і Lykke Li) — «Остання шоуґерл» - «Compress / Repress» (Трент Резнор, Аттікус Росс і Лука Гуаданьїно) — «Суперники» - «Forbidden Road» (Роббі Вільямс, Фредді Векслер і Саша Скарбек) — «Роббі Вільямс: Better Man» - «Kiss the Sky» (Delacey, Джордан К. Джонсон, Стефан Джонсон, Марен Морріс, Майкл Поллак і Алі Тампозі) — «Дикий робот» - «Mi Camino» (Клеман Дюколь і Camille) — «Емілія Перес» | |

## Номінанти та лавреати. Телебачення

### Серіали, які отримали декілька номінацій
Нижче наведено серіали, які отримали декілька номінацій:
| Номінації | Серіали                                      |
| --------- | -------------------------------------------- |
| 5         | Ведмідь                                      |
| 4         | Убивства в одній будівлі                     |
| 4         | Сьоґун                                       |
| 3         | Оленя                                        |
| 3         | Дипломатка                                   |
| 3         | Дисклеймер                                   |
| 3         | Хитрощі                                      |
| 3         | Чудовиська: Історія Лайла й Еріка Менендесів |
| 3         | Містер і місіс Сміт                          |
| 3         | Ніхто цього не хоче                          |
| 3         | Пінгвін                                      |
| 3         | Ріплі                                        |
| 3         | Повільні коні                                |
| 3         | Справжній детектив                           |
| 2         | Початкова школа «Ебботт»                     |
| 2         | День Шакала                                  |
| 2         | Правдива терапія                             |

### Серіали, які отримали декілька перемог
Нижче наведено серіали, які отримали декілька перемог:
| Перемог | Серіали |
| ------- | ------- |
| 4       | Сьоґун  |
| 2       | Оленя   |
| 2       | Хитрощі |

### Телебачення
| Найкращий телесеріал | Найкращий телесеріал |
| Драма | Комедія або мюзикл |
| --- | --- |
| - «Сьоґун» (FX / Hulu) - «День Шакала» (Peacock / Sky Atlantic) - «Дипломатка» (Netflix) - «Містер і місіс Сміт» (Prime Video) - «Повільні коні» (Apple TV+) - «Гра в кальмара» (Netflix) | - «Хитрощі» (Max) - «Початкова школа «Ебботт»» (ABC) - «Ведмідь» (FX / Hulu) - «Джентльмени» (Netflix) - «Ніхто цього не хоче» (Netflix) - «Убивства в одній будівлі» (Hulu) |
| Найкращий мінісеріал або телефільм | |
| - «Оленя» (Netflix) - «Дисклеймер» (Apple TV+) - «Чудовиська: Історія Лайла й Еріка Менендесів» (Netflix) - «Пінгвін» (HBO / Max) - «Ріплі» (Netflix) - «Справжній детектив» (HBO / Max) | |
| Найкраща роль у телесеріалі — драма | |
| Чоловіча роль | Жіноча роль |
| - Санада Хіроюкі — «Сьоґун» (FX / Hulu) (за роль лорда Йоші Торанаги) - Дональд Гловер — «Містер і місіс Сміт» (Prime Video) (за роль Джона Сміта / Майкла) - Джейк Джилленгол — «Презумпція невинуватості» (Apple TV+) (за роль Расті Сабіча) - Ґері Олдмен — «Повільні коні» (Apple TV+) (за роль Джексона Лемба) - Едді Редмейн — «День Шакала» (Peacock / Sky Atlantic) (за роль «Шакала») - Біллі Боб Торнтон — «Землянин» (Paramount+) (за роль Томмі Норріса) | - Анна Савай — «Сьоґун» (FX / Hulu) (за роль Тода Маріко) - Кеті Бейтс — «Метлок» (CBS) (за роль Медлін Метлок) - Емма Д'Арсі — «Дім дракона» (HBO / Max) (за роль Рейніри Таргарієн) - Майя Ерскін — «Містер і місіс Сміт» (Prime Video) (за роль Джейн Сміт / Алани) - Кіра Найтлі — «Чорні голуби» (Netflix) (за роль Гелен Вебб) - Кері Расселл — «Дипломатка» (Netflix) (за роль Кейт Вайлер)              |
| Найкраща роль у телесеріалі — комедія або мюзикл | |
| Чоловіча роль | Жіноча роль |
| - Джеремі Аллен Вайт — «Ведмідь» (FX / Hulu) (за роль Кармена «Кермі» Берзатто) - Адам Броуді — «Ніхто цього не хоче» (Netflix) (за роль Ноа Роклова) - Тед Денсон — «Таємний інформатор» (Netflix) (за роль Чарльза) - Стів Мартін — «Убивства в одній будівлі» (Hulu) (за роль Чарльза-Гейдена Севіджа) - Джейсон Сіґел — «Правдива терапія» (Apple TV+) (за роль Джиммі Лерда) - Мартін Шорт — «Убивства в одній будівлі» (Hulu) (за роль Олівера Патнема)        | - Джин Смарт — «Хитрощі» (Max) (за роль Дебора Венс) - Крістен Белл — «Ніхто цього не хоче» (Netflix) (за роль Джоанн) - Квінта Брансон — «Початкова школа «Ебботт»» (ABC) (за роль Джанін Тігс) - Айо Едебері — «Ведмідь» (FX / Hulu) (за роль Сідні Адаму) - Селена Гомес — «Убивства в одній будівлі» (Hulu) (за роль Мейбел Мори) - Кетрін Ган — «Це все Аґата» (Disney+) (за роль Аґати Гаркнесс)          |
| Найкраща роль у мінісеріалі або телефільмі | |
| Чоловіча роль | Жіноча роль |
| - Колін Фаррелл — «Пінгвін» (HBO / Max) (за роль Освальда «Оза» Коблпота / Пінгвіна) - Річард Гадд — «Оленя» (Netflix) (за роль Донні Данна) - Кевін Клайн — «Дисклеймер» (Apple TV+) (за роль Стівена Брігстока) - Купер Кох — «Чудовиська: Історія Лайла й Еріка Менендесів» (Netflix) (за роль Еріка Менендеса) - Юен Мак-Грегор — «Джентльмен в Москві» (Paramount+) (за роль Олександра Ростова) - Ендрю Скотт — «Ріплі» (Netflix) (за роль Тома Ріплі)         | - Джоді Фостер — «Справжній детектив» (HBO / Max) (за роль Ліз Денверс) - Кейт Бланшетт — «Дисклеймер» (Apple TV+) (за роль Кетрін Рейвенскрофт) - Крістін Міліоті — «Пінгвін» (HBO / Max) (за роль Софії Фальконе) - Софія Вергара — «Гризельда» (Netflix) (за роль Гризельди Бланко) - Наомі Воттс — «Ворожнеча» (FX / Hulu) (за роль Бейб Пейлі) - Кейт Вінслет — «Режим» (HBO / Max) (за роль Олени Вернем) |
| Найкраща роль другого плану у телесеріалі, мінісеріалі або телефільмі | |
| Чоловіча роль другого плану | Жіноча роль другого плану |
| - Асано Таданобу — «Сьоґун» (FX / Hulu) (за роль Кашіґі Ябусіге) - Хав'єр Бардем — «Чудовиська: Історія Лайла й Еріка Менендесів» (Netflix) (за роль Хосе Менендеса) - Гаррісон Форд — «Правдива терапія» (Apple TV+) (за роль доктора Пола Роудса) - Джек Лоуден — «Повільні коні» (Apple TV+) (за роль Рівера Картрайта) - Дієго Луна — «Машина» (Disney+) (за роль Енді Перес) - Ебон Мосс-Бакрак — «Ведмідь» (FX / Hulu) (за роль Річарда «Річі» Джерімовича)    | - Джессіка Ганнінг — «Оленя» (Netflix) (за роль Марти Скотт) - Ліза Колон-Заяс — «Ведмідь» (FX / Hulu) (за роль Тіни Марреро) - Ханна Айнбіндер — «Хитрощі» (Max) (за роль Ави Деніелс) - Дакота Феннінг — «Ріплі» (Netflix) (за роль Марлджорі Шервуд) - Еллісон Дженні — «Дипломатка» (Netflix) (за роль Ґрейс Пенн) - Кейлі Ріс — «Справжній детектив» (HBO / Max) (за роль Еванджелін Наварро)              |
| Найкращий виступ у жанрі стендап-комедії на телебаченні | |
| - Алі Вонґ — «Алі Вонґ: Самотня пані» (Netflix) - Джеймі Фокс — «Джеймі Фокс: А відбулось ось що…» (Netflix) - Ніккі Ґлейзер — «Ніккі Ґлейзер: Колись ти помреш» (HBO / Max) - Сет Маєрс — «Сет Маєрс: Ходячий тато» (HBO / Max) - Адам Сендлер — «Адам Сендлер: Люблю вас» (Netflix) - Рамі Юссеф — «Рамі Юссеф: Більше почуттів» (HBO / Max) | |